# ヴェトヴォ
座標: 北緯43度42分 東経26度16分 / 北緯43.700度 東経26.267度
ヴェトヴォ（ブルガリア語: Вѐтово, ラテン文字転写: Vetovo）は、ブルガリア北東部のルセ州にある町。州都ルセの南東40キロメートルに位置する。人口4777人（2009年12月）。
ブルガリア人のほか、トルコ人、クリミア・タタール人、ロマ（キリスト教徒・ムスリム双方いる）などが居住する。宗教的には東方正教会のキリスト教徒とムスリム以外に、福音主義の信徒も存在する。